# Чемпіонат світу з легкої атлетики в приміщенні 2001
Чемпіонат світу з легкої атлетики в приміщенні 2001 відбувся 9-11 березня в Лісабоні на арені «Павільяу Атлантіку».

## Призери

### Чоловіки
| Дисципліни            | Золото                                                        | Золото  | Срібло                                                                                      | Срібло      | Бронза                                                                                  | Бронза  |
| --------------------- | ------------------------------------------------------------- | ------- | ------------------------------------------------------------------------------------------- | ----------- | --------------------------------------------------------------------------------------- | ------- |
| 60 метрів             | Тім Гарден США                                                | 6,44    | Тім Монтгомері США                                                                          | 6,46        | Марк Льюїс-Френсіс Велика Британія                                                      | 6,51    |
| 200 метрів            | Шон Кроуфорд США                                              | 20,63   | Крістіан Малкольм Велика Британія                                                           | 20,76       | Патрік ван Балком Нідерланди                                                            | 20,96   |
| 400 метрів            | Деніел Кейнс Велика Британія                                  | 46,40   | Мілтон Кемпбелл США                                                                         | 46,45       | Денні Мак-Фарлейн Ямайка                                                                | 46,74   |
| 800 метрів            | Юрій Борзаковський Росія                                      | 1.44,49 | Йоган Бота ПАР                                                                              | 1.45,87     | Андре Бухер Швейцарія                                                                   | 1.46,46 |
| 1500 метрів           | Руй Сілва Португалія                                          | 3.51,06 | Реєс Естевес Іспанія                                                                        | 3.51,25     | Ноа Нгені Кенія                                                                         | 3.51,63 |
| 3000 метрів           | Гішам ель Герруж Марокко                                      | 7.37,74 | Мохаммед Мурхіт Бельгія                                                                     | 7.38,94     | Альберто Гарсія Іспанія                                                                 | 7.39,96 |
| 60 метрів з бар'єрами | Терренс Треммелл США                                          | 7,51    | Аньєр Гарсія Куба                                                                           | 7,54        | Шон Боунс ПАР                                                                           | 7,55    |
| 4×400 метрів          | ПольщаПйотр Рисюкевич Пйотр Хачек Яцек Бочан Роберт Мачков'як | 3.04,47 | РосіяОлександр Ладейщиков Руслан Мащенко Борис Горбань Андрій Семенов Дмитро Форшев (забіг) | 3.04,82 NIR | ЯмайкаМайкл Мак-Дональд Давіан Кларк Майкл Блеквуд Денні Мак-Фарлейн Грег Хотон (забіг) | 3.05,45 |
| Стрибки у висоту      | Стефан Гольм Швеція                                           | 2,32    | Андрій Соколовський Україна                                                                 | 2,29        | Стеффан Странд Швеція                                                                   | 2,29    |
| Стрибки з жердиною    | Лоуренс Джонсон США                                           | 5,95    | Гай Гарві США                                                                               | 5,90        | Ромен Меніль Франція                                                                    | 5,85    |
| Стрибки в довжину     | Іван Педросо Куба                                             | 8,43    | Карім Стріт-Томпсон Кайманові Острови                                                       | 8,16        | Карлуш Каладу Португалія                                                                | 8,16    |
| Потрійний стрибок     | Паоло Камоссі Італія                                          | 17,32   | Джонатан Едвардс Велика Британія                                                            | 17,26       | Ендрю Мерфі Австралія                                                                   | 17,20   |
| Штовхання ядра        | Джон Годіна США                                               | 20,82   | Адам Нельсон США                                                                            | 20,72       | Мануель Мартінес Іспанія                                                                | 20,67   |
| Семиборство           | Роман Шебрле Чехія                                            | 6420    | Йон Магнуссон Ісландія                                                                      | 6233        | Лев Лободін Росія                                                                       | 6202    |

### Жінки
| Дисципліни            | Золото                                                       | Золото  | Срібло                                                           | Срібло  | Бронза                                                           | Бронза  |
| --------------------- | ------------------------------------------------------------ | ------- | ---------------------------------------------------------------- | ------- | ---------------------------------------------------------------- | ------- |
| 60 метрів             | Чандра Старрап Багамські Острови                             | 7,05    | Анджела Вільямс США                                              | 7,09    | Крісте Гейнс США                                                 | 7,12    |
| 200 метрів            | Джульєт Кемпбелл Ямайка                                      | 22,64   | Латаша Дженкінс США                                              | 22,96   | Наталія Сафроннікова Білорусь                                    | 23,17   |
| 400 метрів            | Сенді Річардс Ямайка                                         | 51,04   | Ольга Котлярова Росія                                            | 51,56   | Олеся Зикіна Росія                                               | 51,71   |
| 800 метрів            | Марія Мутола Мозамбік                                        | 1.59,74 | Штефані Граф Австрія                                             | 1.59,78 | Гелена Дзюрова Чехія                                             | 2.01,18 |
| 1500 метрів           | Гасна Бенгассі Марокко                                       | 4.10,83 | Вйолета Бекля Румунія                                            | 4.11,17 | Наталія Горелова Росія                                           | 4.11,74 |
| 3000 метрів           | Ольга Єгорова Росія                                          | 8.37,48 | Габріела Сабо Румунія                                            | 8.39,65 | Олена Задорожня Росія                                            | 8.40,15 |
| 60 метрів з бар'єрами | Анджанетта Кіркленд США                                      | 7,85    | Мішель Фріман Ямайка                                             | 7,92    | Ніколь Рамалаланіріна Франція                                    | 7,96    |
| 4×400 метрів          | РосіяЮлія Носова Олеся Зикіна Юлія Сотникова Ольга Котлярова | 3.30,00 | ЯмайкаЧармейн Говелл Джульєт Кемпбелл Кетрін Скотт Сенді Річардс | 3.30,79 | НімеччинаКлаудія Маркс Біргіт Рокмаєр Флоранс Екпо-Умо Шанта Гош | 3.31,00 |
| Стрибки у висоту      | Кайса Бергквіст Швеція                                       | 2,00    | Інга Бабакова Україна                                            | 2,00    | Венеліна Венева Болгарія                                         | 1,96    |
| Стрибки з жердиною    | Павла Рибова Чехія                                           | 4,56 CR | Світлана Феофанова РосіяКеллі Саттл США                          | 4,51    | не вручалась                                                     |         |
| Стрибки в довжину     | Дон Баррелл США                                              | 7,03    | Тетяна Котова Росія                                              | 6,98    | Ньюрка Монтальво Іспанія                                         | 6,88    |
| Потрійний стрибок     | Тереза Марінова Болгарія                                     | 14,91   | Тетяна Лебедєва Росія                                            | 14,85   | Тіомбе Герд США                                                  | 14,19   |
| Штовхання ядра        | Лариса Пелешенко Росія                                       | 19,84   | Надія Остапчук Білорусь                                          | 19,24   | Світлана Кривельова Росія                                        | 19,18   |
| П'ятиборство          | Наталія Сазанович Білорусь                                   | 4850 CR | Олена Прохорова Росія                                            | 4711    | Карін Ертль Німеччина                                            | 4678    |

## Медальний залік
| Місце                | Країна               | Золото | Срібло | Бронза | Загалом |
| -------------------- | -------------------- | ------ | ------ | ------ | ------- |
| 1                    | США                  | 7      | 7      | 2      | 16      |
| 2                    | Росія                | 4      | 6      | 5      | 15      |
| 3                    | Ямайка               | 2      | 2      | 2      | 6       |
| 4                    | Чехія                | 2      | 0      | 1      | 3       |
| 4                    | Швеція               | 2      | 0      | 1      | 3       |
| 6                    | Марокко              | 2      | 0      | 0      | 2       |
| 7                    | Велика Британія      | 1      | 2      | 1      | 4       |
| 8                    | Білорусь             | 1      | 1      | 1      | 3       |
| 9                    | Куба                 | 1      | 1      | 0      | 2       |
| 10                   | Болгарія             | 1      | 0      | 1      | 2       |
| 10                   | Португалія           | 1      | 0      | 1      | 2       |
| 12                   | Італія               | 1      | 0      | 0      | 1       |
| 12                   | Багамські Острови    | 1      | 0      | 0      | 1       |
| 12                   | Мозамбік             | 1      | 0      | 0      | 1       |
| 12                   | Польща               | 1      | 0      | 0      | 1       |
| 16                   | Румунія              | 0      | 2      | 0      | 2       |
| 16                   | Україна              | 0      | 2      | 0      | 2       |
| 18                   | Іспанія              | 0      | 1      | 3      | 4       |
| 19                   | ПАР                  | 0      | 1      | 1      | 2       |
| 20                   | Ісландія             | 0      | 1      | 0      | 1       |
| 20                   | Австрія              | 0      | 1      | 0      | 1       |
| 20                   | Бельгія              | 0      | 1      | 0      | 1       |
| 20                   | Кайманові Острови    | 0      | 1      | 0      | 1       |
| 24                   | Німеччина            | 0      | 0      | 2      | 2       |
| 24                   | Франція              | 0      | 0      | 2      | 2       |
| 26                   | Австралія            | 0      | 0      | 1      | 1       |
| 26                   | Кенія                | 0      | 0      | 1      | 1       |
| 26                   | Нідерланди           | 0      | 0      | 1      | 1       |
| 26                   | Швейцарія            | 0      | 0      | 1      | 1       |
| Загалом (29 збірних) | Загалом (29 збірних) | 28     | 29     | 27     | 84      |